# پیکار خشونت‌آمیز تاتنهام

صفحهٔ نخست هفته‌نامهٔ اخبار مصور لندن، با تصویرسازی سایروس کانئو از عملیات تعقیب نیروی‌های پلیس در قطار خیابانی

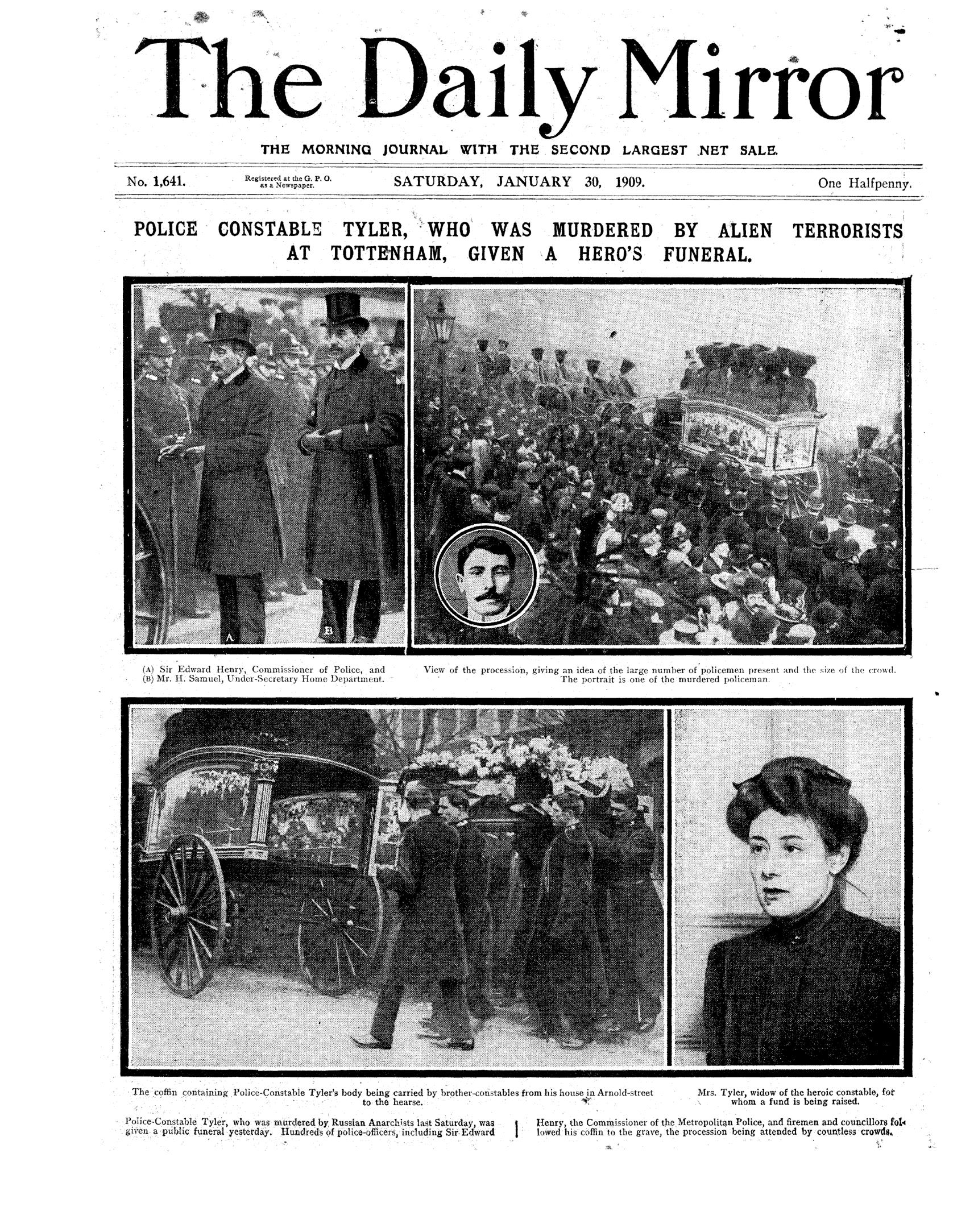
صفحهٔ نخست روزنامهٔ دیلی میرور و گزارش مراسم تشییع جنازهٔ پاسبان ویلیام تایلر

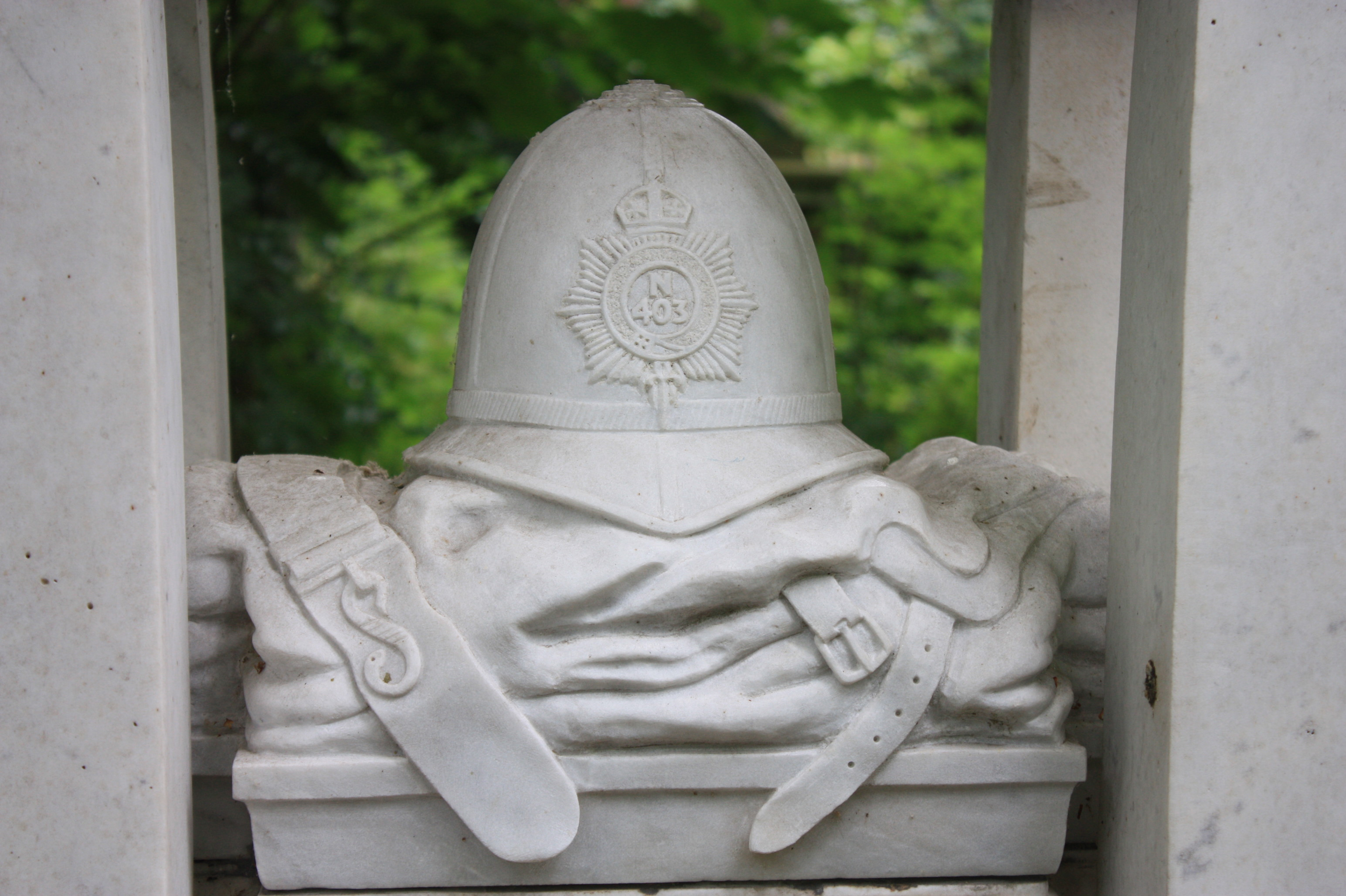
مقبره و سنگ مزار پاسبان تایلر.

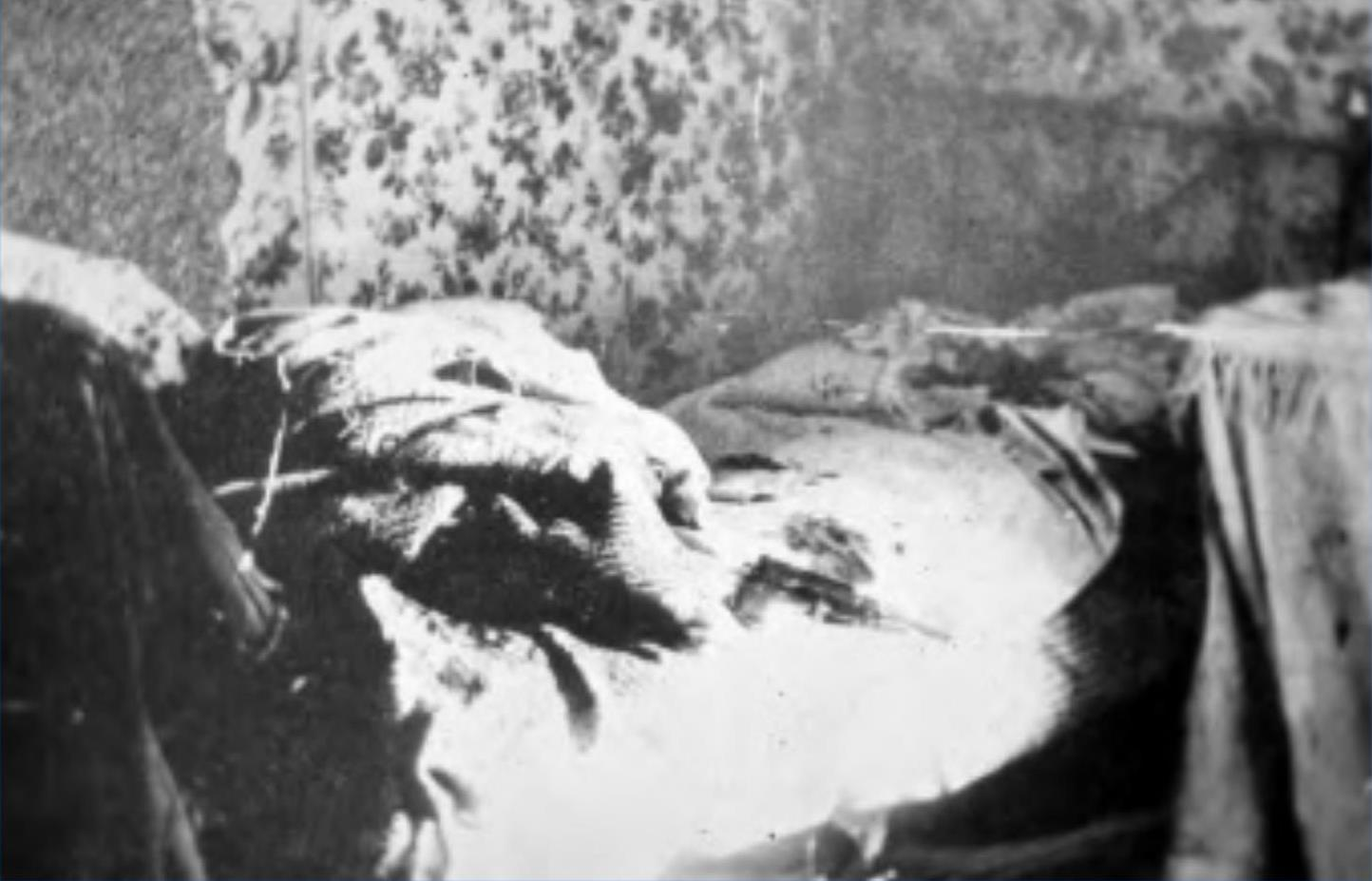
تخت‌خوابی که لپیدوس در آن خودکشی کرد.

مسیر تعقیب‌وگریز، که نشان‌دهندهٔ موارد زیر است:
۱.	کارخانه لاستیک‌سازی شنورمان
۲.	پاسگاه پلیس تاتنهام
۳.	مکانی که رالف جورلین کشته شد.
۴.	مکانی که پاسبان ویلیام تایلر کشته شد.
۵.	مکانی که هافلد خودش را کشت
۶.	مکانی که لپیدوس خودکشی کرد.

پیکار خشونت‌آمیز تاتنهام (انگلیسی: Tottenham Outrage) یک دستبرد مسلحانه در ۲۳ ژانویهٔ ۱۹۰۹ در ناحیهٔ تاتنهام لندن شمالی بود که منجر به تعقیب‌وگریزی در طولِ شش مایل (۱۰ کیلومتر) و درگیری ۲ ساعتهٔ نیروهای پلیس و گروهی از تبهکاران گردید و طی آن ۴۰۰ فشنگ از سوی دزدان شلیک شد. تبهکاران به‌دنبال دزدیدن دستمزد کارگران «کارخانه لاستیک‌سازی شنورمان» بودند که با طرح‌ریزی «پل هلفلد» و «یاکوب لپیدوس» که از یهودیان مهاجر لتونی بودند، صورت پذیرفت. از میان ۲۳ مورد تلفات این درگیری، ۲ نفر کشته شدند و چندین نفر دیگر دچار جراحات جدی شدند که ۷ پلیس نیز در میان آنها بود. دو تبهکار یادشده در پایان این تعقیب‌وگزیر، خودکشی کردند.
«پل هلفلد» (۲۱ ساله) و «یاکوب لپیدوس» (۲۵ ساله) از اعضای «حزب سوسیالیست لتونی» بودند که کارشان قاچاق دست‌نوشته‌ها و ادبیات انقلابی به امپراتوری روسیه بودند. این دو، مدتی در سال ۱۹۰۷ در پاریس با برادرِ «یاکوب» که او هم «پل» نام داشت، زندگی می‌کردند که روزنامهٔ تایمز از او، به‌عنوان «عضوی از یک خانوادهٔ انقلابی بدنام روسیه» یاد کرده بود. این برادر، در همان سال در اثر انفجار زودهنگام و ناخواستهٔ بمبی که برای ترور رئیس‌جمهور فرانسه آرمان فالیر ساخته بود، کشته شد. این دو سپس از فرانسه گریخته و یک سال در اسکاتلند ماندند و سپس به تاتنهام در شمال لندن آمدند و در آنجا به عضویت یک گروه کوچک آشوبگران لتونی درآمدند. کمی پیش از این دستبرد، «یاکوب لپیدوس» کارگر یک «کارخانهٔ مبلمان» بود و «پل هلفلد» در «کارخانه لاستیک‌سازی شنورمان» کار می‌کرد. هلفلد حاضر نشده بود در هنگام استخدام، نامش را به کارفرما بگوید و به‌همین سبب در برگه‌های ساعات کاری، نامش را به‌صورت «فیل» (به سبب جثهٔ بزرگش) ثبت کرده‌اند. این کارخانهٔ لاستیک‌سازی درست در مقابل «پاسگاه پلیس تاتنهام» واقع شده بود که زیر نظر «ادارهٔ پلیس متروپولیتن» لندن اداره می‌شد.
دلیری نیروهای پلیس در مواجهه با این رویداد، سبب پایه‌گذاری نشان پلیس پادشاهی شد که به برخی از افسران پلیس درگیر اهدا گردید. یک مراسم مشترک تشییع جنازه برای پاسبان «ویلیام تایلر» و یک کودک بی‌گناه ۱۰ ساله به نام «رالف جاسلین» که در جریان تیراندازی‌ها کشته شه بود، برگزار گردید و حدود نیم میلیون نفر (از جمله ۲۰۰۰ نیروهی پلیس) در آن شرکت کردند. این رویداد مهم، موجب برانگیخته‌شدن احساسات ناخوش ضدِ مهاجران در لندن شد و بیشتر پوشش مطبوعات آن دوران، ماهیتی یهودستیزانه پیدا کرد. این رویداد همچنین سبب گردید احساس انزجار عمومی پس از واقعهٔ تبهکارانهٔ دیگری توسط مهاجران لتونیایی در دسامبر ۱۹۱۰ که به محاصره خیابان سیدنی انجامید، اوج بگیرد.

## زمینهٔ تاریخی
سابقهٔ تاریخی مهاجران لتونی در لندن به قرن نوزدهم بازمی‌گردد که امپراتوری روسیه (که کشور لتونی در آن زمان جزئی از خاک آن محسوب می‌شد) خانهٔ
پنج میلیون یهودی بود و بزرگترین اجتماع یهودیان جهان محسوب می‌شد. به دنبال تفتیش‌های عقیدتی-مذهبی و پوگروم خشونت‌بار، بسیاری از این یهودیان، تصمیم به ترکِ وطن و مهاجرت گرفتند و مابین سال‌های ۱۸۷۵ تا ۱۹۱۴ در حدود ۱۲۰٬۰۰۰ نفر از آنان به بریتانیا (بیشتر به انگلستان) آمدند. این هجوم مهاجران در اواخر دهه ۱۸۹۰ با ورود تعداد فراوانی از مهاجران یهودی به اوجِ خود رسید. اغلب این افراد، فقیر، نیمه‌ماهر یا بدون مهارت حرفه‌ای بودند و در شرق لندن سُکنا گزیدند. تراکم جمعیتی یهودیان در برخی محله‌های لندن به ۱۰۰ درصد رسید. به سبب هجوم مهاجران روس به تاتنهام در لندن شمالی، این منطقه با نامِ «روسیه کوچک» شهرت یافت. برخی از این مهاجران، افرادی انقلابی بودند و بسیاری از آنها قادر به سازگاری با زندگی لندنی نبودند. مورخ بریتانیای «ویلیام جی. فیشمن» نوشت: «آنارشیست‌های مِشوگنه (دیوانه) تقریباً به‌عنوان بخشی از چشم‌انداز شرق لندن پذیرفته شده بودند». مطبوعات لندن به‌طور کلی، واژه‌های «سوسیالیست و آنارشیست» را برای کسانی که دارای اعتقادات انقلابی بودند، به کار می‌بردند.
چندین جناح انقلابی در شرق و شمال لندن فعال شده بودند. یکی از راه‌کارهایی که اغلب انقلابیون در روسیه از آن استفاده می‌کردند، سلب مالکیت خصوصی برای تأمین بودجه فعالیت‌های افراطی خود بود. هجوم مهاجران و افزایش جرایم خشونت‌آمیز منجر به نگرانی‌های فراوان و پوشش گسترده مطبوعاتی شد. در نتیجه دولت انگلستان،  «قانون بیگانگان ۱۹۰۵» را در تلاش برای کاهش مهاجرت تصویب کرد. نشریات عمومی که منعکس‌کنندهٔ نظرات بسیاری از مردم بودند، مقالات مختلفی در این باره نوشتند. یک سرمقاله معروف در روزنامه «منچستر ایونینگ کرونیکل» از لایحه یادشده جهت جلوگیری از ورود «خارجی‌های کثیف، مفلس، بیمار، شپشو و جنایتکار که چون آشغال به خاک ما می‌ریزد» حمایت کرد. رابرت وایندر، روزنامه‌نگار، در تحلیل خود از مهاجرت به بریتانیا اظهار داشت که این قانون «به عقاید و بازتاب‌هایی بیگانه‌هراسی که ممکن بود در حالت خفته باقی بمانند تحریمی رسمی داد.»

## برای مطالعهٔ بیشتر
- Barton, Geoffrey (2017). The Tottenham Outrage and Walthamstow Tram Chase: The Most Spectacular Hot Pursuit in History. Waterside Press. ISBN 978-1-909976-40-5.
- Harris, Janet (2000). Outrage!: An Edwardian Tragedy. London: Wilson Harris Publications. ISBN 978-0-9539641-0-9.
- Waddell, Bill (1993). The Black Museum: New Scotland Yard. London: Little, Brown and Company. ISBN 978-0-751-51033-1.